# Данчулешти (Горж)
Данчулешти (рум. Dănciuleşti) насеље је у Румунији у округу Горж у општини Данчулешти. Oпштина се налази на надморској висини од 257 m.

## Прошлост
Место је средином 19. века ушло са још неким селима у спахилук Клежани (Ђурђу). Славни српски богаташ, који се обогатио уносном трговином сољу, "Капетан Миша" - Миша Анастасијевић купио је спахилук у два маха, 1852. и 1856. године за износ од чак 200.000 ћесарских дуката.

## Становништво
Према подацима из 2002. године у насељу је живело 2799 становника, од којих су сви румунске националности.

### Хронологија
| Година       | 1992 | 1993 | 1994 | 1995 | 1996 | 1997 | 1998 | 1999 | 2000 | 2001 | 2002 | 2003 | 2004 | 2005 | 2006 | 2007 | 2008 | 2009 | 2010 | 2011 | 2012 | 2013 | 2014 | 2015 | 2016 | 2017 |
| ------------ | ---- | ---- | ---- | ---- | ---- | ---- | ---- | ---- | ---- | ---- | ---- | ---- | ---- | ---- | ---- | ---- | ---- | ---- | ---- | ---- | ---- | ---- | ---- | ---- | ---- | ---- |
| Становништво | 2783 | 2765 | 2753 | 2709 | 2687 | 2703 | 2658 | 2621 | 2616 | 2575 | 2513 | 2505 | 2470 | 2436 | 2389 | 2339 | 2292 | 2267 | 2237 | 2213 | 2167 | 2157 | 2122 | 2067 | 2042 | 2007 |